# Der Mond
Der Mond ist ein Märchen. Es steht in den Kinder- und Hausmärchen der Brüder Grimm ab der 7. Auflage von 1857 an Stelle 175 (KHM 175) und basiert auf Heinrich Pröhles Das Mondenlicht, Nr. 39 in dessen Sammlung Märchen für die Jugend von 1854. Carl Orff komponierte 1937/38 die auf diesem Märchen beruhende Oper Der Mond.

## Handlung
Vier Burschen aus einem Land ohne Mond, in dem nachts Dunkelheit herrscht, begeben sich auf Wanderschaft und gelangen in ein Land, in dem eine leuchtende Kugel auf einem Eichbaum hängt und nachts ein Licht ausstrahlt. Auf die Frage hin, was denn das sei, antwortet ihnen ein Bauer, dass ihr Schultheiß (heute etwa der Bürgermeister) diesen sogenannten Mond gekauft habe und diesem nun gegen Entgelt täglich Öl aufgießt, um ihn am Leuchten zu halten.
Die Burschen beschließen, den Mond zu stehlen und nehmen ihn mit in ihr Land zurück. Dort hängen sie ihn ebenfalls an einen Eichbaum und verlangen von der Gemeinde ein entsprechendes Entgelt. Als die Burschen alt werden und ihnen klar wird, dass sie bald sterben werden, beschließen sie nacheinander, dass ein jeder von ihnen ein Viertel des Mondes in sein Grab mitnehmen möchte. So gelangt der Mond in die Unterwelt und weckt dort durch sein ungewohntes Licht die Toten. Diese werden wieder aktiv und fangen an, sich laut zu amüsieren. Als der heilige Petrus dieses Lärms gewahr wird, ruft er im Glauben, die Toten würden angreifen, die himmlischen Heerscharen zusammen.
Da ein Angriff ausbleibt, begibt sich Petrus persönlich in die Unterwelt, beruhigt die Toten und nimmt den Mond mit in den Himmel, wo er ihn aufhängt.

## Herkunft
Wilhelm Grimm findet den Stoff in seiner Anmerkung so schön altertümlich, dass er die Kalevala (Rune 47) vergleicht. Lousi nahm Sonne und Mond gefangen. In einem Märchen aus der Gegend von Archangel bei Rudbek 2,1-28 und Schiefner 605 sind Sonne, Mond und Morgenrot drei Jahre in der Gewalt dreier Drachen und leuchten nur, wenn diese ans Ufer kommen, um eine Königstochter zu holen, bis drei Jünglinge sie besiegen.
Der Märchenforscher Hans-Jörg Uther schätzt heute, Pröhle habe den Text wie so manchen anderen erfunden. Doch gerade dessen heute überholte mythologische Herleitungen interessierten Wilhelm Grimm. Er schmückte die Vorlage etwas aus, besonders die tanzenden Zwerge im Mondlicht (vgl. KHM 182 Die Geschenke des kleinen Volkes).

## Bearbeitungen
Carl Orff komponierte 1937/38 die auf diesem Märchen beruhende Oper Der Mond. Orff schrieb nicht nur die Musik, sondern auch das Libretto, das den vollständigen Text des Märchens enthält, der von einem Erzähler vorgetragen wird.